# Four Letter Words
Pour plus de détails, voir Fiche technique et Distribution.
Four Letter Words est un film américain réalisé par Sean Baker, sorti en 2000.

## Synopsis
Deux ans après avoir fini le lycée, des amis se retrouvent chez l'un d'entre eux dont les parents sont absents. Au milieu de la nuit après que les filles soient parties, les garçons continuent de s'amuser et de mener des discussions dérivées sur n'importe quel sujet comme la géopolitique, la pornographie, l'art et sur la fac. Ces discussions les font douter de leur évolution mentale.

## Fiche technique
Sauf indication contraire, les informations mentionnées dans cette section peuvent être confirmées par la base de données cinématographiques IMDb,  présente dans la section « Liens externes ».
- Titre français : Four Letter Words
- Réalisation et scénario : Sean Baker
- Photographie : Sam Selva
- Montage : Sean Baker et Lannie Lorence
- Pays de production : États-Unis
- Format : Couleurs - 1,85:1
- Genre : comédie dramatique
- Durée : 82 minutes
- Dates de sortie :
  - États-Unis : 2000
  - France : 23 octobre 2024

## Distribution
- David Ari : Florio
- Henry Beylin : Sam
- Fred Berman : Art
- Darcy Bledsoe : Kim
- Edward Coyne : Drew
- Matthew Dawson : Jay
- Thomas Donnarumma : Chris
- Loren Ecker : Rich